# Riser
| Совокупная оценка      | Совокупная оценка |
| Источник               | Оценка            |
| ---------------------- | ----------------- |
| Metacritic             | 70/100            |
| Оценки критиков        |                   |
| Источник               | Оценка            |
| AllMusic               | [ 2 ]             |
| Country Weekly         | A                 |
| Got Country Online     | [ 4 ]             |
| Nashville Country Club | [ 5 ]             |
| Rolling Stone          | [ 6 ]             |
| Roughstock             | [ 7 ]             |
| USA Today              | [ 8 ]             |

Riser — седьмой студийный альбом американского кантри-певца Диркса Бентли, изданный 25 февраля 2014 года на студии Capitol Records Nashville.
В 2014 году альбом Riser был номинирован на премию Грэмми в категории Лучший кантри-альбом.

## История
Выход альбома был анонсирован на февраль 2014 в январе того же года, то есть спустя два года после выпуска предыдущего диска Бентли.
Альбом получил положительные отзывы музыкальной критики и интернет-изданий, например, Got Country Online, Country Weekly, Allmusic, USA Today, Roughstock.
Riser дебютировал на 6 месте в американском хит-параде Billboard 200 с тиражом 63,000 копий в первую неделю, став 7-м диском Диркса Бентли, попавшим в лучшую десятку альбомов недели. К декабрю 2014 года суммарный тираж альбома составил 277,000 копий в США.

## Список композиций
| №   | Название                                           | Автор(ы)                                     | Длительность |
| --- | -------------------------------------------------- | -------------------------------------------- | ------------ |
| 1.  | «Bourbon in Kentucky» (бэк-вокал: Кейси Масгрейвс) | Хиллари Линдсей, Горди Сампсон, Ryan Tyndell | 3:44         |
| 2.  | «Say You Do»                                       | Шейн МакЭнелли, Matt Ramsey, Trevor Rosen    | 3:40         |
| 3.  | «I Hold On»                                        | Диркс Бентли, Brett James                    | 4:40         |
| 4.  | «Pretty Girls»                                     | Диркс Бентли, Jon Randall, Jessi Alexander   | 3:39         |
| 5.  | «Here on Earth»                                    | Диркс Бентли, Tyndell, Ross Copperman        | 4:25         |
| 6.  | «Drunk on a Plane»                                 | Диркс Бентли, Chris Tompkins, Josh Kear      | 4:14         |
| 7.  | «Five»                                             | Диркс Бентли, Tyndell, Copperman             | 4:45         |
| 8.  | «Riser»                                            | Travis Meadows, Steve Moakler                | 4:10         |
| 9.  | «Sounds of Summer»                                 | Zach Crowell, Matt Jenkins, Adam Sanders     | 3:23         |
| 10. | «Damn These Dreams»                                | Диркс Бентли, Copperman, Джарен Джонстон     | 3:25         |
| 11. | «Back Porch»                                       | Lindsey, Кэри Барлоуи, Johnston              | 3:12         |
| 12. | «Hurt Somebody» (бэк-вокал: Хрис Стэплтон)         | McAnally, Марк Неслер, Matt Fleener          | 2:54         |

## Чарты
| Чарт (2014)                        | Лучший результат |
| ---------------------------------- | ---------------- |
| Канада (Canadian Albums Chart)     | 5                |
| США (Billboard 200)                | 6                |
| США (Billboard Top Country Albums) | 1                |